# Charmosyna
Charmosyna is een geslacht van vogels uit de familie van de Psittaculidae (papegaaien van de Oude Wereld). De wetenschappelijke naam van het geslacht is voor het eerst geldig gepubliceerd in 1832 door Johann Georg Wagler. 

## Verspreiding en leefgebied
De lori's van dit geslacht komen alleen voor op Nieuw-Guinea. 

## Leefwijze
Het zijn actieve, luidruchtige vogels die leven van nectar en daarom foerageren in de boomkronen van het bos.

## Soorten
De volgende soorten zijn bij het geslacht ingedeeld:
- Charmosyna josefinae  – Josephines lori
- Charmosyna papou  – Papoealori
- Charmosyna stellae  – Stella's lori